# José Vanaclocha Calatayud
José Vanaclocha Calatayud (Carlet, 1940) és un crític de cinema valencià.
Llicenciat en Dret, va ser militant del Partit Comunista del País Valencià durant la dècada dels setanta, i dugué a terme una variada activitat com a programador i presentador en diversos cineclubs, col·laborador ocasional sobre temes de cinema en les revistes La Marina, Cuadernos para el Diálogo, Triunfo, etc., i comentarista d’espectacles a Ràdio València (cadena SER). D'ençà del 1965 és crític de cinema de la cartellera Turia, de la qual va ser redactor en cap des del 1967, el 1980 n’adquirí la propietat, i la va dirigir d'ençà del 1982 fins que es va jubilar el 2005.

## Publicacions
- Cine español, cine de subgéneros (obra col·lectiva signada per Equipo Cartelera Turia). València: Fernando Torres, 1974. ISBN 9788473660211
- «Normas e instituciones cinematográficas en España». En: Siete trabajos de base sobre el cine español. València: Fernando Torres, 1975. ISBN 9788473660242
- Cultura y política en la ciudad de Valencia: Memoria del franquismo y de la transición a la democracia. Itinerario de la cartelera "Turia" (1964-1982), València, 2022.